# Asterias amurensis
Asterias amurensis är en sjöstjärneart som beskrevs av Lutken 1871. Asterias amurensis ingår i släktet Asterias och familjen trollsjöstjärnor. Inga underarter finns listade i Catalogue of Life.

## Bildgalleri

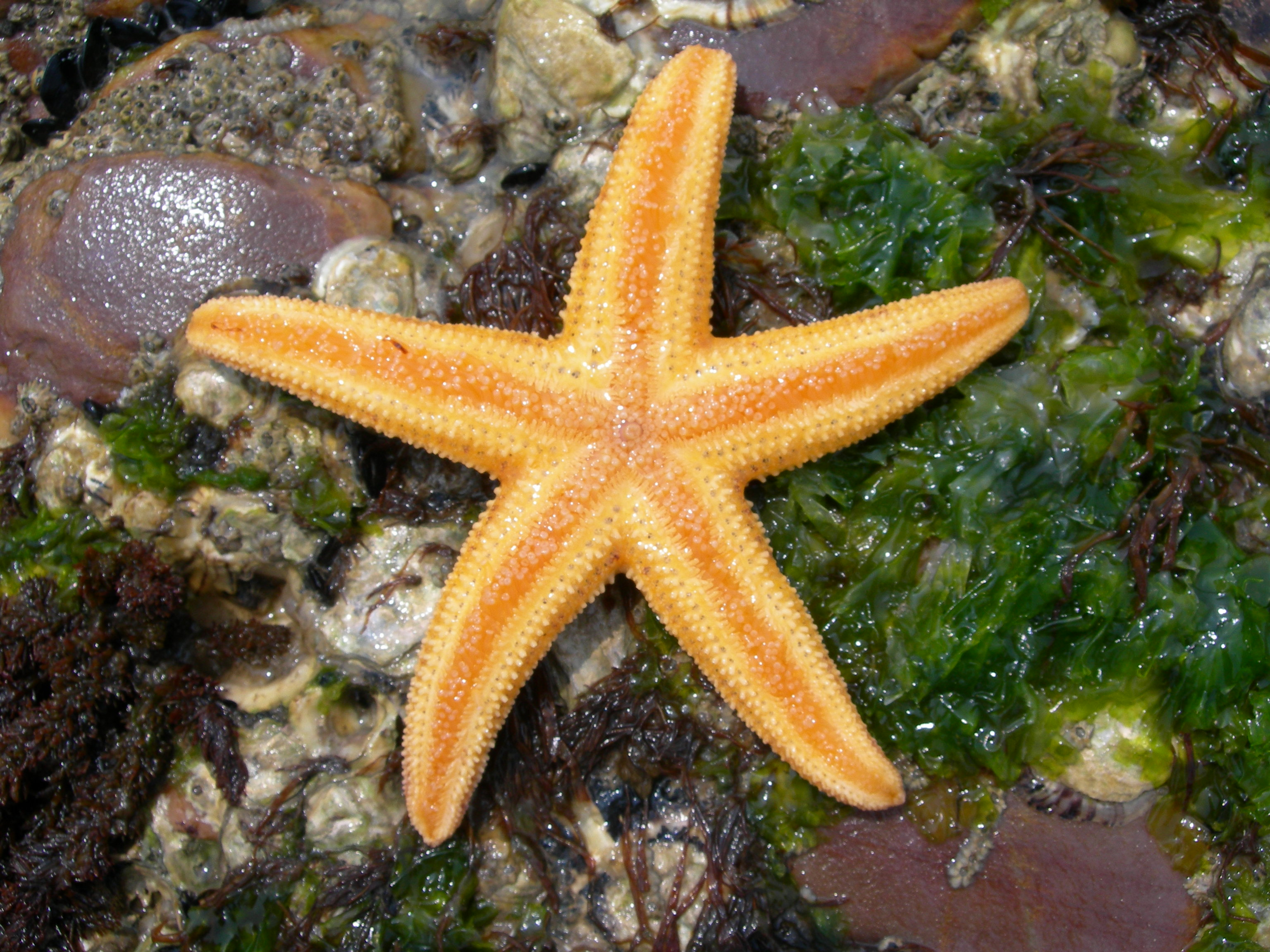
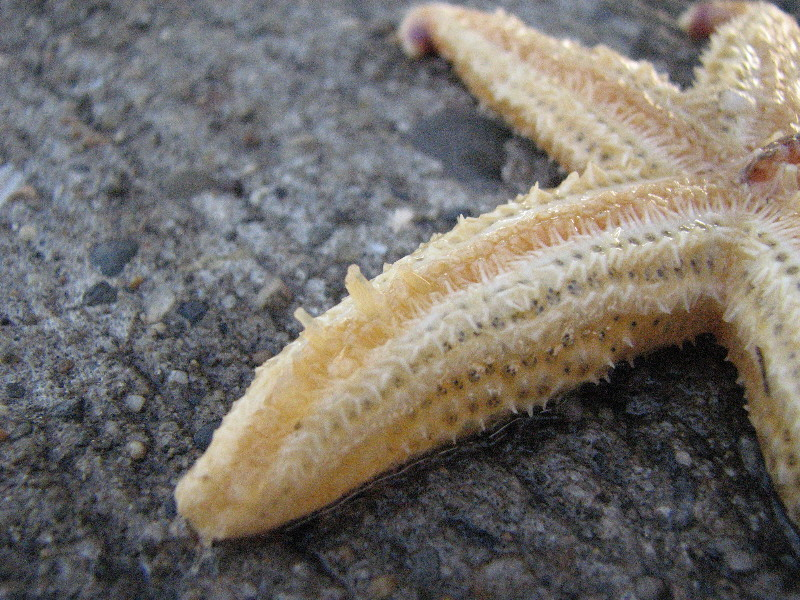